# Winfield (Texas)
Winfield je město v okrese Titus County ve státě Texas ve Spojených státech amerických. V roce 2000 zde žilo 499 obyvatel. S celkovou rozlohou 2,4 km² byla hustota zalidnění 207,2 obyvatel na km².